# Locris quadrinotata
Locris quadrinotata är en insektsart som beskrevs av Victor Lallemand 1923. Locris quadrinotata ingår i släktet Locris och familjen spottstritar. Inga underarter finns listade i Catalogue of Life.